# Dulce Septiembre
Dulce Septiembre es el nombre de una variedad cultivar de manzano (Malus domestica). Esta manzana es originaria de Galicia, está cultivada en la colección de árboles frutales y banco de germoplasma de Mabegondo con el Nº 317; ejemplares procedentes de esquejes localizados en Sabadelle, parroquia del municipio de Portomarín (Lugo).

## Sinónimos
- "Manzana Dulce Septiembre",[4][5]
- "Maceira Dulce Septiembre".

## Características
El manzano de la variedad 'Dulce Septiembre' tiene un vigor medio. Tamaño grande y porte erguido.
Época de inicio de brotación a partir del 23 de abril y de floración a partir del 18 de mayo.
Las hojas tienen una longitud del limbo de tamaño medio, con la máxima anchura del limbo es estrecha. Longitud de las estípulas es media y la máxima anchura de las estípulas es desconocido. Denticulación del borde del limbo es serrado, con la forma del ápice del limbo cuspidado y la forma de la base del limbo es agudo. Con subestípulas ausentes.
Sus flores tienen una longitud de los pétalos larga, con una anchura de los pétalos ancha, disposición de los pétalos superpuestos entre sí, con una longitud del pedúnculo larga.
La variedad de manzana 'Dulce Septiembre' tiene un fruto de tamaño medio, de forma globoso-cónica, de color bicolor, con chapa a rayas, e intensidad media. Epidermis de textura suave, sin pruina en su superficie y con presencia de cera media. Sensibilidad al "russeting" (pardeamiento áspero superficial que presentan algunas variedades) muy poco sensible. Con lenticelas de tamaño mediano.
Los sépalos están dispuestos de forma parcialmente replegados, y superpuestos en su base; su fosa calicina es profunda y de una anchura estrecha. Pedúnculo de grosor medio y de longitud medio, siendo la cavidad peduncular de una profundidad profunda y de anchura media. Con pulpa de color blanca, cuya firmeza es intermedia y su textura es intermedia; su jugosidad es seca, con sabor de acidez débil, y aromática.
Época de maduración y recolección a partir del 4 de septiembre. 'Dulce Septiembre' es una manzana que su destino es la conservación de esta variedad en el banco de germoplasma de Mabegondo como reserva genética.

## Susceptibilidades
- Oidio: ataque débil
- Moteado: no presenta
- Raíces aéreas: no presenta
- Momificado: no presenta
- Pulgón lanígero: ataque débil
- Pulgón verde: ataque medio
- Araña roja: no presenta
- Chancro del manzano: no presenta.[3]